# Werner Stöckl
Werner Stöckl (Reșița, 28 de junho de 1950 – 1996) é um ex-handebolista profissional de origem alemã, medalhista olímpico.

## Títulos
- Campeonato Mundial de Handebol:
  - Campeão: 1974

- Jogos Olímpicos:
  - Prata: 1976
  - Bronze: 1972